# Linka 14 (metro v Paříži)
Linka 14 je jedna z linek pařížského metra. Spojuje město Saint-Denis s centrem Paříže a letištěm Orly. V systému MHD je značená tmavě fialovou barvou. Provoz vlaků na této trati je plně automatizovaný. Linka byla otevřena v roce 1998 pod názvem Météor (MÉTro Est-Ouest Rapide neboli Rychlostní metro východ-západ)

## Historie

### Původní linka 14
Linka s číslem 14 existovala v Paříži již v první polovině 20. století, nacházela se však na jiném místě. Byla otevřena 21. ledna 1937 mezi stanicemi Bienvenüe a Porte de Vanves. 27. července téhož roku byla od Bienvenüe prodloužena po stanici Invalides. 9. listopadu 1976 linka zanikla, neboť byla sloučena s linkou 13.

### Nová linka 14

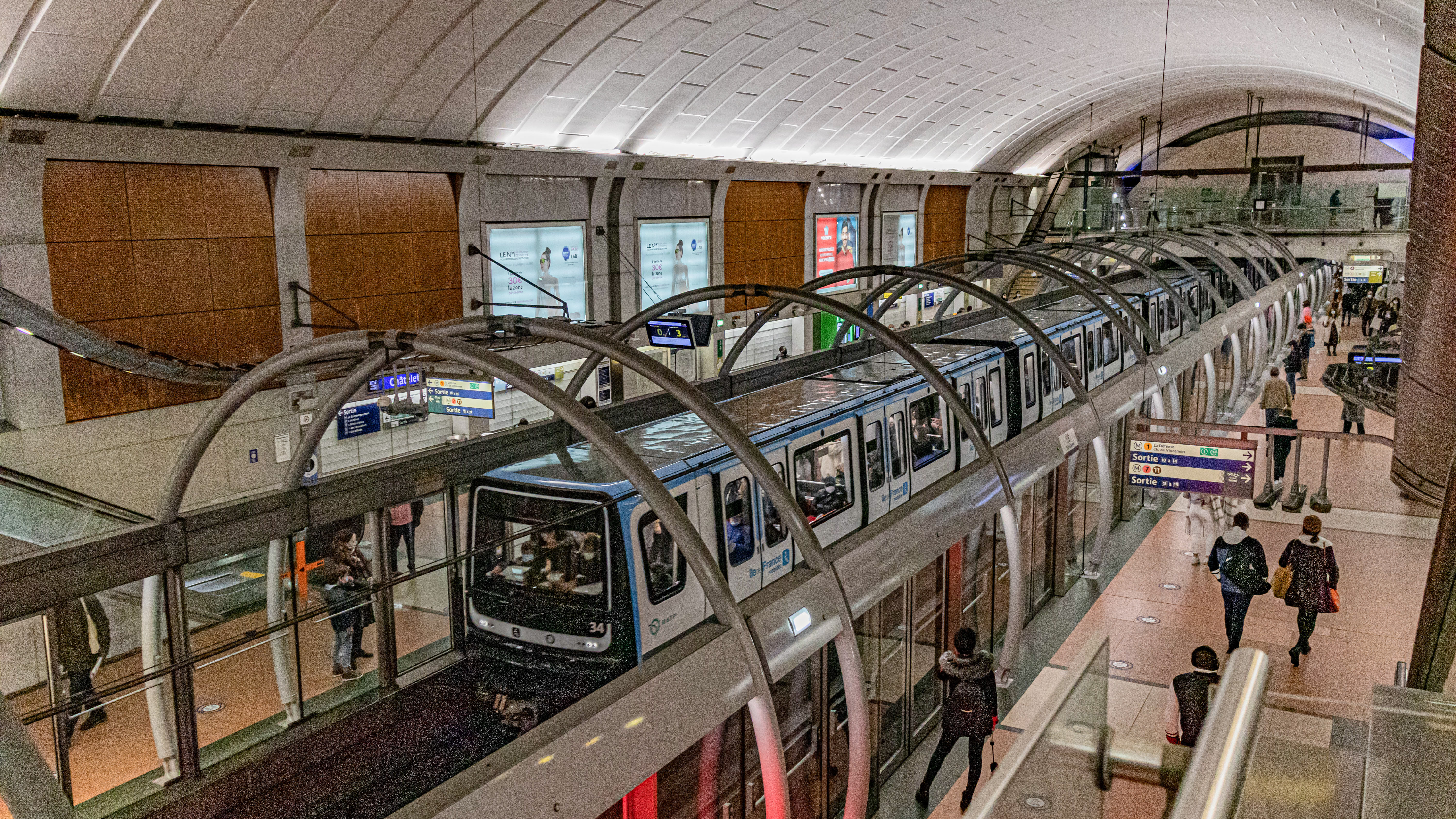
Stanice Châtelet a souprava MP 14

Současná linka vznikla až v 90. letech. Jednalo se o první novou linku od roku 1935 a druhé rozšíření sítě po druhé světové válce (nepočítaje prodlužování stávajících linek na předměstí). Důvody ke vzniku linky byly zlepšit napojení Lyonského nádraží na síť metra a ulehčit tak lince RER A a rovněž zajistit spojení s bývalou průmyslovou oblastí ve 13. obvodu, kde vznikla nová čtvrť Paris Rive Gauche.
Projekt byl vytvořen pod názvem Météor a do bližšího výběru se dostaly dvě trasy: Maison Blanche – Porte Maillot podél RER A nebo République – Saint-Lazare. Druhá se ukázala jako méně významná, neboť ulehčení přetížené lince RER A bylo důležitější. Navíc SNCF plánovala projekt EOLE (dnes linka RER E), tedy spojení východních předměstí s nádražím Saint-Lazare. Oba projekty v říjnu 1989 odhlasovalo Národní shromáždění. V listopadu téhož roku byla stanovena trasa Maison Blanche – Saint-Lazare. Stavební práce byly zahájeny v roce 1991. Tunel se razil od prosince 1993 do srpna 1995. Razicí stroj jménem Sandrine postupoval podzemím od stanice Madeleine rychlostí 350 metrů za měsíc. Část vedoucí pod Seinou byla vystavěna metodou kesonování. Od března 1995 do března 1997 byly pokládány koleje a zavedeno elektrické vybavení. Roku 1997 rovněž začaly zkoušky vozů typu MP 89. Od roku 1997 do října 1998 byly vybavovány interiéry stanic. Oproti ostatnímu vybavení pařížského metra byly použity lehké a světlé materiály, především sklo a ocel. Původní plány počítaly s náklady ve výši 4,4 miliardy franků pro celou trasu. Vzhledem k enormnímu nárůstu nákladů během stavby byla trať omezena pouze do stanice Bibliothèque François Mitterrand, přesto dosáhly výše 6,1 miliard. Druhým důvodem byla snaha zprovoznit linku do Mistrovství světa ve fotbale, což se nezdařilo.
Úsek mezi stanicemi Madeleine a Bibliothèque François Mitterrand byl slavnostně otevřen 15. října 1998 za účasti prezidenta Jacquese Chiraca. Šlo o mimořádnou událost, protože poprvé bylo ve Francii zprovozněno automatické metro takového rozsahu. Dne 16. prosince 2003 byla zprovozněna trať severním směrem do stanice Saint-Lazare. 26. června 2007 byl otevřen 1,6 km dlouhý úsek do stanice Olympiades. Severní prodloužení do stanice Mairie de Saint-Ouen bylo otevřeno 14. prosince 2020.
K největšímu rozšíření linky došlo 24. června 2024, kdy se otevřením úseků na sever do stanice Saint-Denis – Pleyel a na jih do stanice Aéroport d'Orly linka prodloužila přibližně o 14 kilometrů. Stanice Villejuif – Gustave Roussy na jižním prodloužení byla otevřena až 18. ledna 2025.

### Rozšíření na sever
Na severozápadním konci bylo plánováno prodloužení až ke stanici La Fourche, kde by k ní byla připojena jedna z větví linky 13. Tato větev by poté byla rovněž přestavěna na automatický provoz gumokolového metra. Linka 13 byla již v době stavby linky 14 velmi přetížená a patří (také kvůli prodloužení obou větví v letech 1998 a 2008) k nejvytíženějším linkám pařížského metra. Nejvytíženější je pak úsek od stanice Saint-Lazare na sever.
Mezitím bylo vypracováno alternativní řešení k ulehčení linky 13. V roce 2009 byl přijat nový plán na prodloužení linky 14 a časovým horizontem 2017. Podle něj měla být linka 14 dovedena jako expresní jednou větví do stanice Porte de Clichy a druhou do stanice Mairie de Saint-Ouen. Tím mělo být ulehčeno lince 13, aniž by se musela přestavovat, a předměstí Clichy a Saint-Ouen měly získat přímé expresní spojení s centrem Paříže.
S ohledem na výstavbu zcela nových linek v rámci projektu Grand Paris Express byly plány prodloužení linky 14 přepracovány a v roce 2014 začaly práce na první etapě severního prodloužení do stanice Mairie de Saint-Ouen. Součástí projektu byla výstavba mezistanic Pont Cardinet, Porte de Clichy, Saint-Ouen a také nového depa. K zahájení provozu na tomto úseku došlo 14. prosince 2020. V rámci druhé etapy byla v roce 2024 linka 14 prodloužena ještě o jednu stanici do přestupního uzlu Grand Paris Express s názvem Saint-Denis – Pleyel, který vzniká poblíž Národního stadionu.

### Rozšíření na jih
Původně bylo plánováno též rozšíření směrem na jih. Také zde měla linka 14 převzít jednu z větví linky 7 od stanice Maison Blanche. Tím by byly obě pařížské rozvětvené tratě (13 a 7) přebudovány na jednoduché s jednou tratí. Linka 14 pak měla být dovedena až k letišti Orly, kde by byla napojena na trať Orlyval. Tím by se získalo přímé spojení centra města s letištěm s jízdní dobou zhruba 20 minut.
Také v tomto případě došlo v souvislosti s projektem Grand Paris Express ke změnám. V roce 2016 byly zahájeny práce na stavbě zcela nové trati, která vede od dřívější jižní konečně Olympiades až na letiště Orly. Na tomto novém úseku vzniklo celkem šest mezistanic, z nichž nejdůležitější bude Villejuif – Gustave Roussy s možností přestupu na Grand Paris Express. Jižně od letiště vzniklo v obci Morangis nové depo. Otevření tohoto úseku zrychlilo a zjednodušilo cestování mezi centrem Paříže a letištěm Orly, kam bylo do zprovoznění úseku v roce 2024 možno cestovat bez přestupu pouze autobusem, případně s přestupem z RER B na Orlyval ve stanici Antony.

## Charakter linky
Kolejiště je kvůli bezpečnosti cestujících od nástupišť oddělené, podobně jako na lince 1, bezpečnostními stěnami. Šestnáct z dvaceti stanic umožňuje přestup na jiné linky metra, vlaky RER či Transilien a tramvaje. Přestupy na metro a RER jsou řešeny propojením jednotlivých nástupišť ležících nad sebou tunely pro pěší.
Linka je dlouhá 27,8 km a průměrná vzdálenost mezi stanicemi je přibližně 1,3 km, což je více než dvojnásobek oproti průměru 500 m. Díky tomu je umožněna vyšší cestovní rychlost namísto obvyklých 25 km/h. Tím se zvýšila přepravní kapacita o 33 % oproti ostatním linkám zdejšího metra. Ročně linku 14 využije 92 100 000 cestujících.
Linka 14 je provozována jako gumokolové metro. Cestující vozí 38 osmivozových souprav MP 14 CA od výrobce Alstom, které v roce 2023 kompletně nahradily starší šestivozové soupravy MP 89 CA a MP 05. Jedno depo leží v Saint-Ouen-sur-Seine poblíž stanice Saint-Ouen a druhé jižně od letiště Orly ve městě Morangis. Před otevřením nového úseku do Orly probíhala údržba souprav v depu linky 1 ve městě Fontenay-sous-Bois a v provizorní dílně Tolbiac - Nationale umístěné v tunelu za bývalou konečnou stanicí Olympiades.

## Galerie

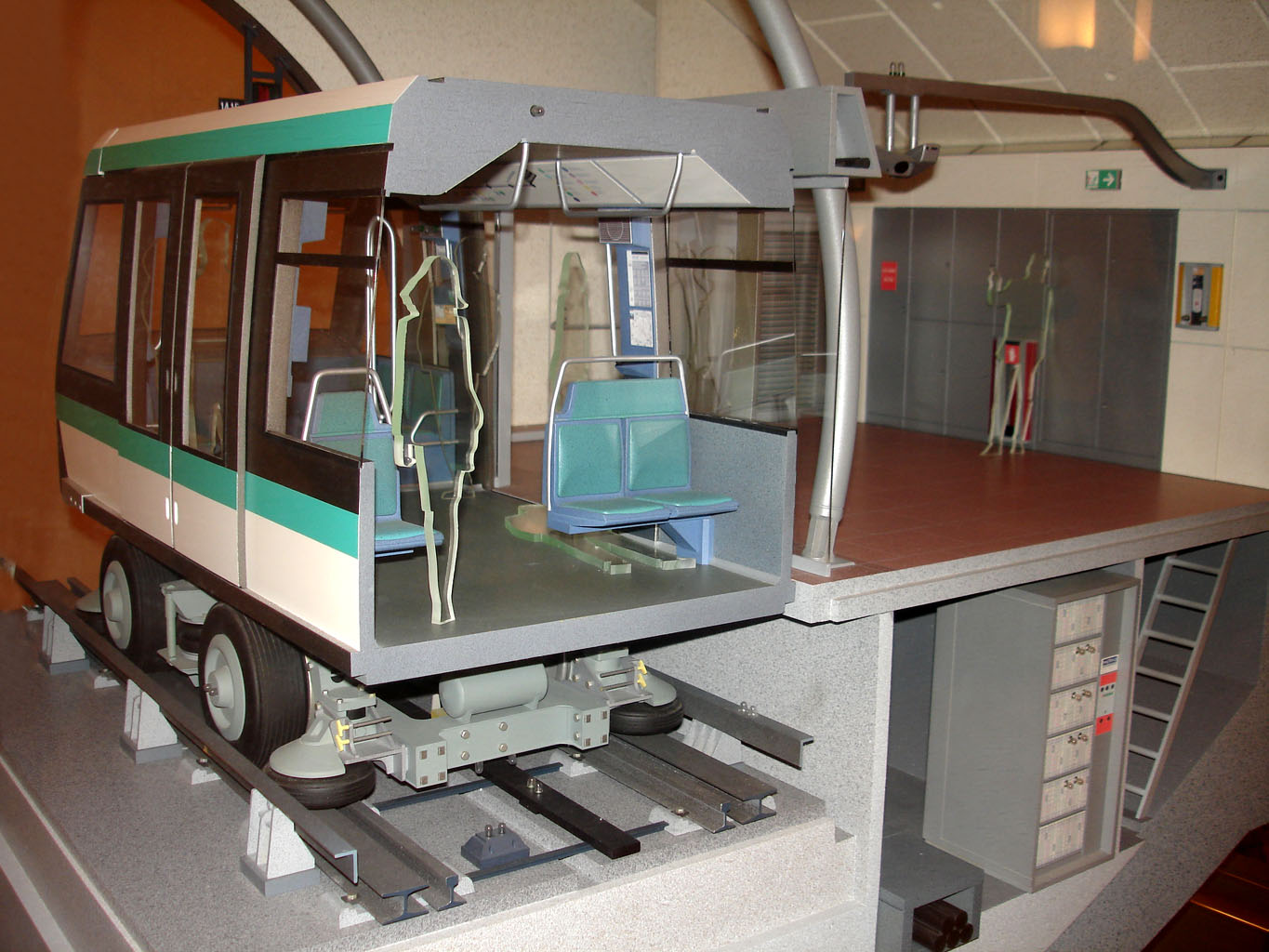
Model soupravy MP 89
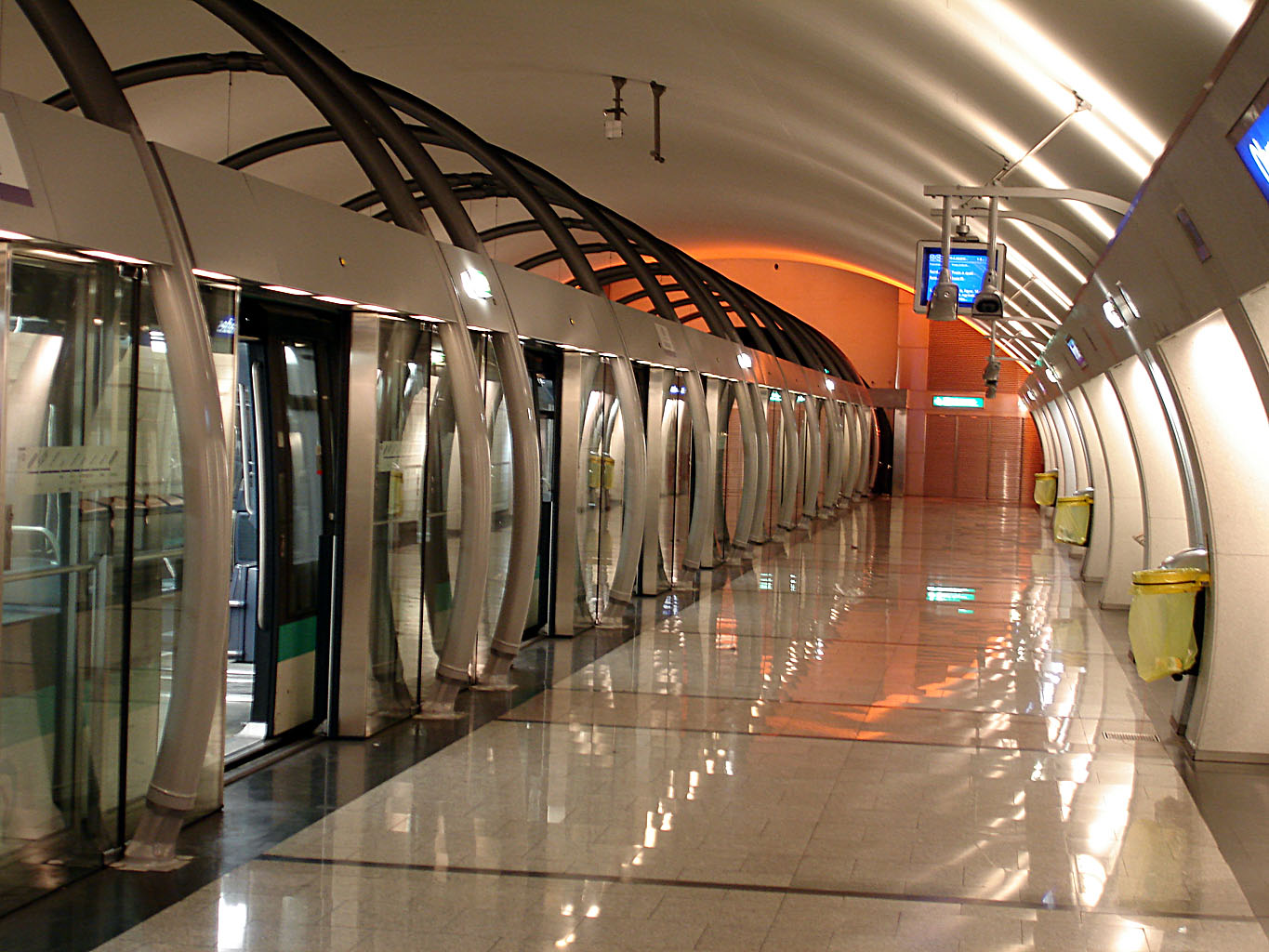
Stanice Olympiades
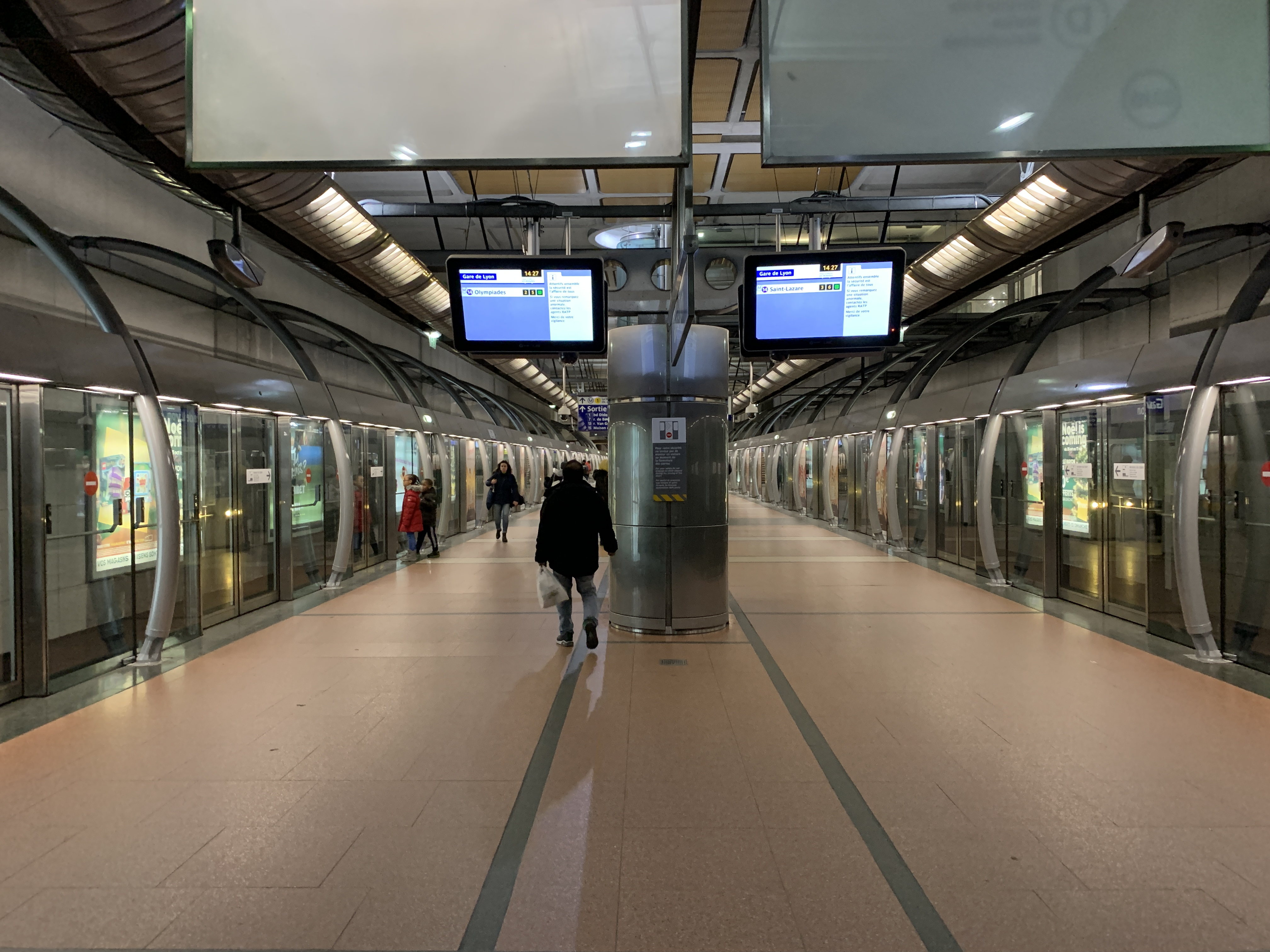
Gare de Lyon
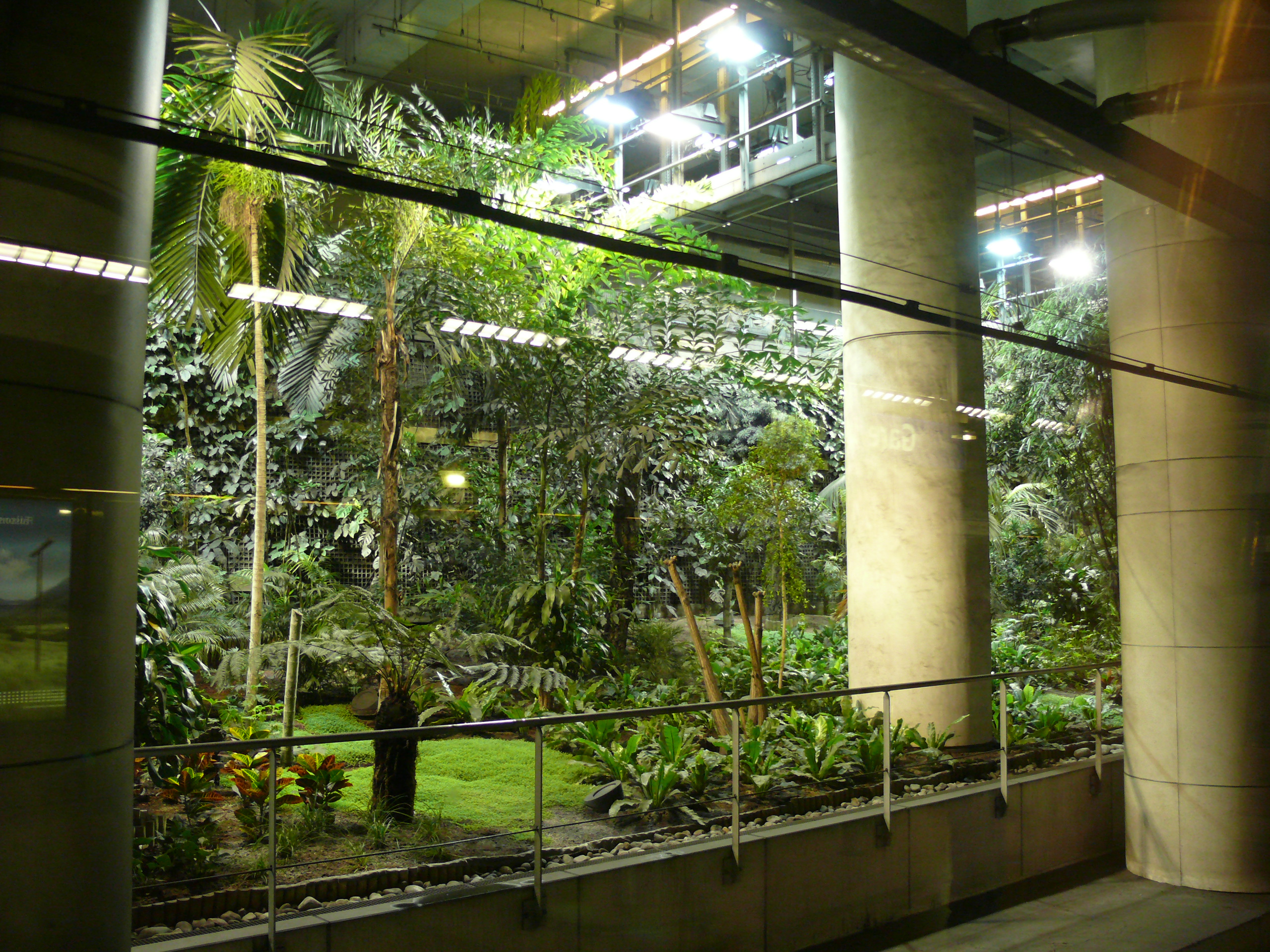
Botanická zahrada ve stanici Gare de Lyon
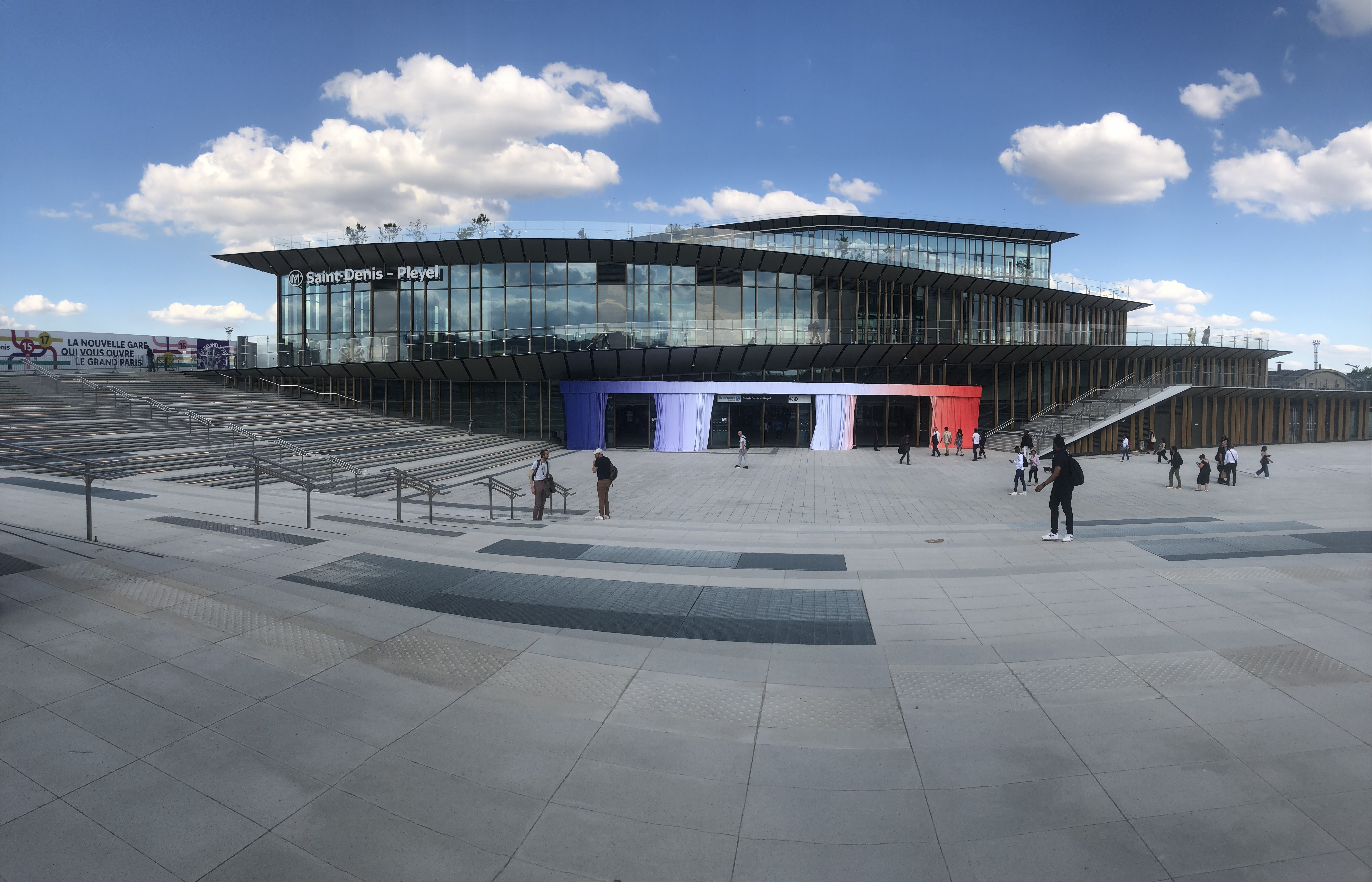
Severní konečná Saint-Denis - Pleyel
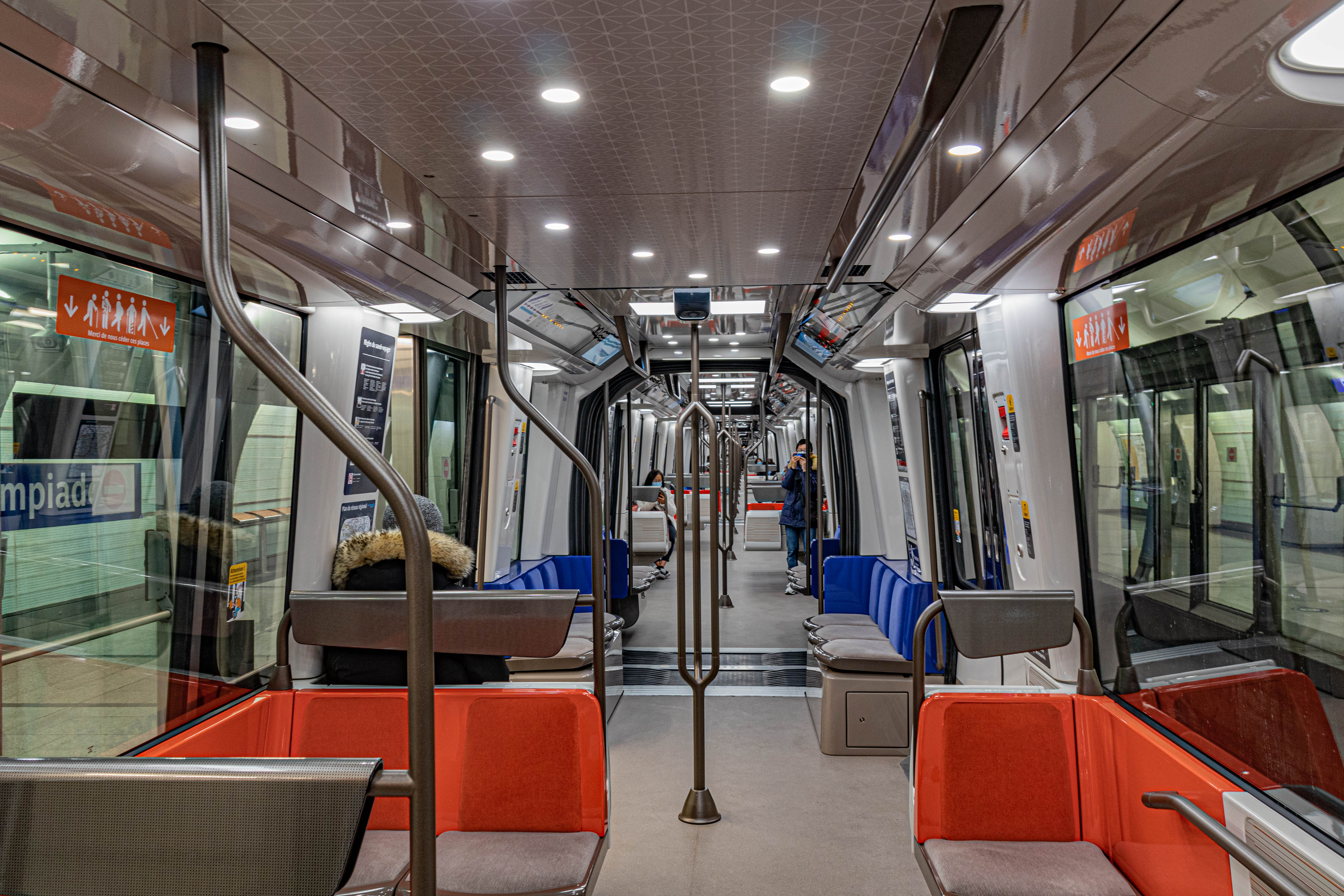
Interiér soupravy MP 14